# Gioconda Rizzo
Gioconda Rizzo (São Paulo, 18 de abril de 1897 – São Paulo, 22 de março de 2004) foi uma fotógrafa brasileira, e a primeira mulher a abrir um estúdio de fotografia no Brasil.

## Biografia
Gioconda nasceu em São Paulo, em 1897. Sua família era de origem italiana; seu pai, Michelle Rizzo era fotógrafo e possuía um estúdio, o Ateliê Rizzo, na Rua Direita, no centro da cidade. A filha começou a fotografar aos quatorze anos, sem que ele soubesse. Michele, contrariado a princípio, logo permitiu que Gioconda trabalhasse no estúdio, fotografando apenas mulheres e crianças.

Capa do livro Anarquistas, Graças a Deus da escritora brasileira Zélia Gattai, ilustrado com fotografia da família Da Col - Gattai de autoria de Gioconda Rizzo.
Edição da Círculo do Livro por autorização da Editora Record.

Gioconda inovou ao fotografar seus retratados enquadrando apenas os ombros e o rosto, em vez do corpo inteiro. Seus retratos faziam sucesso entre as mulheres da alta sociedade paulistana. Também inovou ao retratar as mulheres com véus, ombros à mostra e arranjos de flores, e ao utilizar o flash de magnésio. Em 1914 abriu o próprio estúdio, chamado Photo Femina, ao lado do do pai, no qual se especializou em retratos femininos. O estúdio fechou em 1916, por pressão da sociedade conservadora da época, quando o irmão de Gioconda, Vicente, descobrira que algumas das clientes da fotógrafa eram cortesãs francesas e polonesas.
Gioconda voltou a trabalhar no estúdio do pai, fazendo retratos coloridos à óleo. Em 1925 especializou-se na técnica de aplicação do filme fotográfico sobre esmalte e porcelana, para uso em joias, pratos e túmulos. Dentre as personalidades retratadas por Gioconda estavam a primeira Miss Brasil, Zezé Leone (1922), e a Miss Universo, Yolanda Pereira (1931).
Casou-se em 1926, com o comerciante Onofre Pasqualucci (morto em 1935), com quem teve uma filha. Posteriormente abriu o ateliê Gioconda Rizzo e continuou a trabalhar até a década de 1960.
É de sua autoria a fotografia da família da escritora Zélia Gattai que ilustra a edição da Círculo do Livro de sua obra Anarquistas, Graças a Deus, de 1979.
Em 1982 foi "redescoberta" e expôs suas fotos na Fotogaleria Fotótica, em São Paulo.
Morreu em 2004, poucas semanas antes de completar 107 anos de idade. Foi sepultada no Cemitério da Consolação.

## Galeria
Fotos de Gioconda:

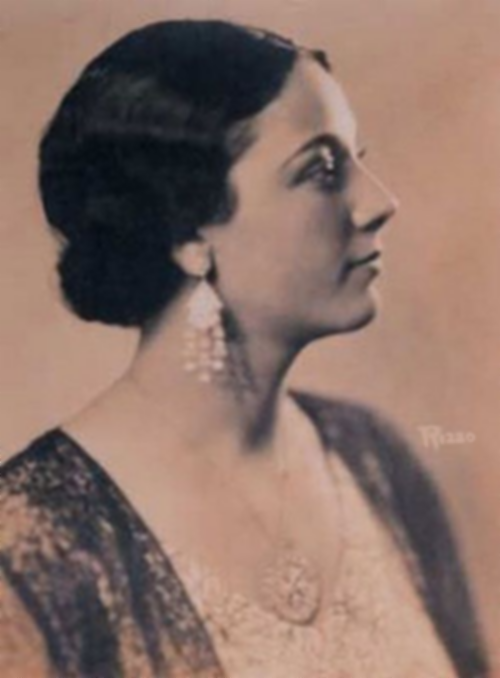
Yolanda Pereira
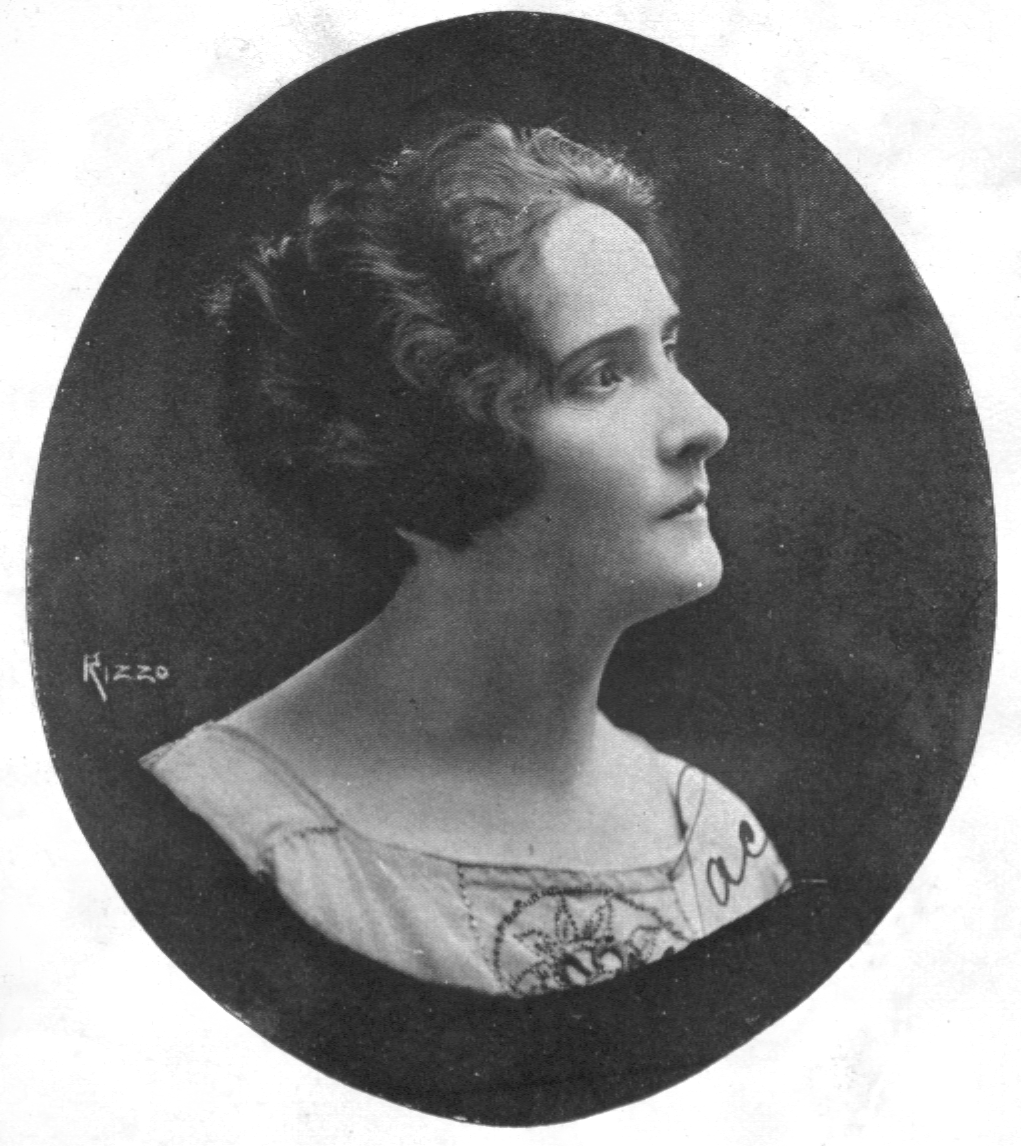
Maria Lacerda de Moura